# Cosenza Calcio 1914 2009-2010
Questa voce raccoglie le informazioni riguardanti il Cosenza Calcio 1914 nelle competizioni ufficiali della stagione 2009-2010.

## Stagione
Con il ritorno nel campionato di terza serie dopo sei anni trascorsi nei campionati inferiori, la società opera sul mercato facendo una vera e propria rivoluzione: con l'esclusione di cinque elementi vanno via tutti. Vengono infatti confermati soltanto il difensore Luca Chianello e i centrocampisti Francesco De Rose, Alessandro Bernardi, Francesco Mortelliti e Domenico Danti. Confermato anche il tecnico delle ultime due promozioni, ovvero Domenico Toscano, alla sua terza esperienza da allenatore dei "Lupi". L'imprenditore Giuseppe Carnevale entra in società nel ruolo di presidente. Il DG Massimiliano Mirabelli porta in riva al Crati diversi giovani, alcuni dei quali in prestito. Tra i nuovi arrivati c'è anche quello del difensore centrale Sandro Porchia prelevato dal Grosseto. Nel frattempo la squadra inizia il ritiro a Spoleto, sede che ospitò il Cosenza anche nelle due precedenti stagioni.
Il 2 agosto la squadra esordisce in Coppa Italia contro Taranto allo Iacovone vincendo per 3-1. Dopo la rete iniziale dei padroni di casa firmata da Innocenti, la squadra di Toscano risponde con i gol di Porchia, Caccavallo e Danti che permettono al Cosenza di passare il turno e di affrontare sette giorni dopo (ancora in trasferta) il Grosseto, squadra di serie B. La gara termina 3-2 per i toscani (per i "Lupi" a segno Mortelliti e Ceccarelli) e il Cosenza viene eliminato. In vista del campionato la società torna sul mercato e viene ingaggiato il portiere Andrea Pinzan dal Grosseto.
Il 23 agosto 2009 inizia il campionato. Alla prima giornata i rossoblù pareggiano (1-1) a Ferrara contro la SPAL. Alla rete di Rachid Arma giunta a 10' dal termine, risponde due minuti dopo Tiziano Maggiolini. Dopo questa prestazione, arrivano nuovi tasselli per la rosa, come i centrocampisti Salvatore Giardina (dal Portogruaro), Valerio Virga e Massimiliano Marsili (entrambi giunti in prestito dalla Roma) e l'attaccante Raffaele Biancolino.
L'esordio casalingo vede il Cosenza farsi imporre un altro pareggio (1-1) dal neopromosso Pescina. Alla rete dell'attaccante Fabio Ceccarelli rispondono gli abruzzesi con una punizione deviata dalla barriera rossoblù. Prima della fine del mercato viene ingaggiato Stefano Fanucci. Alla terza giornata arriva il primo successo: il Cosenza torna vittorioso (2-1) dalla trasferta di Giulianova grazie ai gol di Bernardi e Caccavallo. Successivamente la società ingaggia Stefano Fiore, che torna così a vestire la maglia della squadra che lo aveva lanciato da giovane. Dopo il pareggio contro l'Hellas Verona (0-0),la squadra subisce la prima sconfitta in campionato sul campo dell'Andria. Seguiranno il pareggio casalingo per 0-0 contro il Lanciano, la sconfitta per 5-2 contro la Reggiana, la vittoria per 7-0 contro la Berretti del Sorrento nella Coppa Italia di Lega Pro, e poi la vittoria per 4-0 contro il Foggia grazie alla doppietta di Scotto e alle reti di Porchia e Biancolino. È il primo successo casalingo in campionato
In seguito la squadra ottiene la vittoria per 2-0 contro il Potenza (doppietta di Biancolino), il pareggio per 1-1 contro il Real Marcianise (Manco e Danti i marcatori), il passaggio del turno di Coppa Italia di Lega Pro contro la Juve Stabia battuta 1-0 e il pareggio per 1-1 sul campo della Cavese, con il primo gol di Stefano Fiore. La serie positiva continua in casa contro la capolista Pescara, giunta al San Vito imbattuta e sconfitta per 2-1 grazie alle reti di Danti e di Fiore. Segue un pari (1-1) in Coppa Italia sul campo dell'Arezzo (De Pascalis risponde alla rete dei locali) e una sconfitta (2-0) a Rimini in campionato. Poi in casa la Ternana, giunta in Calabria da capolista, viene piegata da un rigore trasformato da Biancolino, mentre nella successiva trasferta in Romagna, il Cosenza viene battuto dal Ravenna per 3-1. In casa, comunque, la squadra torna al successo contro il Portogruaro battendolo 3-2 grazie ai gol di Maggiolini, Biancolino e Danti, mentre tre giorni dopo supera, sempre tra le mura amiche, il Taranto per 2-0 nella partita di Coppa Italia di Lega Pro (a segno La Canna e Caccavallo) accedendo così alla semifinale della competizione. La squadra pugliese è anche l'ultima avversaria del Cosenza nel girone di andata, che vincerà 2-1. Al giro di boa il Cosenza chiude con 24 punti a metà classifica (a soli 3 punti dalla zona play-off).
Il ritorno inizia con una nuova affermazione casalinga. Al San Vito la SPAL viene battuta per 3-1 grazie ai gol di Fanucci, Bernardi e Fiore. Nel frattempo la società opera uno scambio di portieri con il Brindisi: Pinzan va in Puglia e Petrocco giunge in riva al Crati. Va via anche il difensore Nastasi (all'Olbia). Il 2010 inizia con la vittoria in trasferta contro il Pescina. Nelle successive due partite, il Cosenza incappa in due sconfitte contro Giulianova e Hellas Verona. Il San Vito viene violato per la prima volta in campionato dal Giulianova, che si impone per 4-3. Sette giorni dopo, invece, arriva la sconfitta contro l'Hellas Verona (2-1), e anche in terra veneta il Cosenza segna per primo con un gol di Virga andando al riposo in vantaggio; al Bentegodi si segnala anche l'esordio in campionato del giovane portiere Ugo Gabrieli che subentra a Giancarlo Petrocco. Dopo queste due sconfitte si registrano ulteriori movimenti di mercato: il Cosenza preleva dal Crotone il difensore Gennaro Scognamiglio, mentre cede Piro alla Pro Vasto, Mortelliti al Brindisi e Ceccarelli al Foggia che si aggiungono a quella dell'attaccante Caccavallo passato al Pescina qualche giorno prima. Danti passa al Siena, che decide di lasciare il calciatore in Calabria fino al termine della stagione.
Nel frattempo la squadra non riesce ad andare oltre un pareggio casalingo (1-1) contro l'Andria (Virga e Chiaretti i marcatori). Poi i rossoblù battono per 1-0 il Lanciano grazie a un gol di Biancolino. Segue il pareggio (1-1) contro la Reggiana (Biancolino e Stefani i marcatori), la prima vittoria (3-1) contro il Foggia con doppietta di Danti e la sconfitta per 2-1 contro il Gubbio nella semifinale di Coppa Italia (per i "lupi" provvisorio vantaggio di Scotto).
Quindi arriva la sconfitta per 2-0 contro il Potenza che determina il ritiro presso la Borghesiana di Roma per preparare la successiva trasferta di Marcianise, dove la squadra pareggia 1-1 pareggiando al 97' con Maggiolini su calcio piazzato. Quindi giungono un pareggio interno (0-0) contro la Cavese e il successo in Coppa Italia contro il Gubbio, gara che termina 2-0 (gol di Chianello e Scognamiglio) e che permette al Cosenza di accedere alla finale contro il Lumezzane.
A fine marzo il presidente Carnevale diventa il maggiore azionista rilevando dall'Amministratore Delegato Chianello il 73% delle quote societarie, mentre Luca Pagliuso viene assunto come nuovo General Manager. Dopo la sosta, il Cosenza perde a Pescara (3-1), quindi viene esonerato il tecnico Toscano. Al suo posto arriva Ezio Glerean, che esordisce perdendo in casa per 3-0 contro il Rimini e tre giorni dopo perde a Lumezzane la finale di andata di Coppa Italia (4-1).
Nella giornata seguente arriva il primo pareggio dell'era Glerean, lo 0-0 contro la Ternana, quindi nella giornata successiva la squadra ottiene un 2-2 contro il Ravenna (gol di Danti e De Pascalis). Nel ritorno della finale di Coppa Italia i Lupi ottengono un pareggio (1-1) contro il Lumezzane, con questi ultimi che quindi si aggiudicano il trofeo. Segue poi un pareggio in casa della capolista Portogruaro (1-1, con gol rossoblù di La Canna) che sancisce con una giornata di anticipo la matematica salvezza dei Lupi, per poi chiudere il campionato con una sconfitta casalinga (1-0) contro il già salvo Taranto. Con 43 punti totalizzati, il Cosenza chiude all'undicesimo posto e senza aver mai vinto in campionato una partita casalinga da quando è iniziato il 2010.
Abbonati per la stagione 899.

## Rosa
| N. |                   | Ruolo | Calciatore               |
| -- | ----------------- | ----- | ------------------------ |
|    | Italia (bandiera) | P     | Giancarlo Petrocco       |
|    | Italia (bandiera) | P     | Emanuele Ameltonis       |
|    | Italia (bandiera) | P     | Ugo Gabrieli             |
|    | Italia (bandiera) | P     | Antonio Emanuele Galeano |
|    | Italia (bandiera) | D     | Tiziano Maggiolini       |
|    | Italia (bandiera) | D     | Luca Chianello           |
|    | Italia (bandiera) | D     | Gennaro Scognamiglio     |
|    | Italia (bandiera) | D     | Stefano Fanucci          |
|    | Italia (bandiera) | D     | Vito Di Bari             |
|    | Italia (bandiera) | D     | Sandro Porchia           |
|    | Italia (bandiera) | D     | Gaetano Ungaro           |
|    | Italia (bandiera) | D     | Emanuele Musca           |
|    | Italia (bandiera) | D     | Matteo Amico             |

| N. |                       | Ruolo | Calciatore           |
| -- | --------------------- | ----- | -------------------- |
|    | Italia (bandiera)     | D-C   | Alessandro Bernardi  |
|    | Italia (bandiera)     | C     | Salvatore Giardina   |
|    | Italia (bandiera)     | C     | Fabio Roselli        |
|    | Italia (bandiera)     | C     | Claudio De Pascalis  |
|    | Italia (bandiera)     | C     | Mario La Canna       |
|    | Italia (bandiera)     | C     | Stefano Fiore        |
|    | Italia (bandiera)     | C     | Massimiliano Marsili |
|    | Italia (bandiera)     | C     | Valerio Virga        |
|    | Italia (bandiera)     | C     | Francesco De Rose    |
|    | Montenegro (bandiera) | A     | Nikola Olivieri      |
|    | Italia (bandiera)     | A     | Domenico Danti       |
|    | Italia (bandiera)     | A     | Luigi Scotto         |
|    | Italia (bandiera)     | A     | Raffaele Biancolino  |